# Machimus mexicanus
Machimus mexicanus är en tvåvingeart som först beskrevs av Macquart 1846.  Machimus mexicanus ingår i släktet Machimus och familjen rovflugor. Inga underarter finns listade i Catalogue of Life.